# 欧兹德村
欧兹德村（匈牙利語：Ózdfalu）是匈牙利巴兰尼亚州所辖的一个村。总面积8.00平方公里，总人口187，人口密度23.4人/平方公里（2011年1月1日）。